# 朱既明
朱既明（1917年8月26日—1998年1月6日），江苏宜兴人，中国病毒学家。

## 生平
1939年毕业于上海医学院。1948年获英国剑桥大学博士学位。曾任中国预防医学科学院病毒学研究所研究员、名誉所长。

## 格言
" 生活樸素少物質欲望 ,方能立理想志氣 ; 頭腦冷靜 , 無急燥情緒 , 方能有遠大目光 。" - 1992年四月三十日 